# Имам Коли хан
Имам Коли хан (на персийски: امامقلی خان،) е ирански генерал и политик от грузински произход, който е губернатор на Бахрейн, Фарс и Лар през управлението на шаховете Абас I Велики и Сафи.
Син е на Алахверди хан от семейство Ундиладзе, който е известен генерал в Сефевидски Иран. Става губернатор на Фарс и Лар през 1610. Наследява поста на баща си като бейлербей на Фарс и е назначен за емир в Дивана от шах Абас. През 1619 – 1620 шахът му възлага проект да събере реките Карун и Зайандех, за да може да снабдява с вода своята столица, Исфахан. След като изпълнил задачата, Имам Коли хан станал един от най-богатите ханове в Сефевидската империя. Той създава медресе и много дворци в Шираз и довършва моста Пол-е Хан над река Кор в град Мердевешт. През 1622 води персийската армия в битката за Ормуз с португалците, при която му помагат 9 английски кораба (4 бойни кораба и пет пинаси). Убит е през 1633 по нареждане на шах Сафи, който системно премахвал обкръжението на предшественика си. Брат му Дауд хан успява да се спаси, като избягал в Грузия.